# Тарифна система
Тарифна система – сукупність встановлених нормативів для організації та планування оплати праці, тарифікації робіт, присвоєння розрядів робітникам, призначення на посади і регламентація праці службовців. 
Основними елементами тарифної системи є:
- Довідник кваліфікаційних характеристик професій працівників (тарифно-кваліфікаційний довідник);
- тарифна сітка;
- тарифні розряди і відповідні до них коефіцієнти;
- тарифні ставки (зокрема 1-го розряду), доплати до тарифних ставок та надбавки за відхилення від нормальних умов праці.